# Lijst van anolissen
Onderstaand een lijst van alle soorten anolissen (Dactyloidae). Er zijn 435 soorten in een enkel geslacht; Anolis.
- Anolis acutus
- Anolis aeneus
- Anolis aequatorialis
- Anolis agassizi
- Anolis agueroi
- Anolis ahli
- Anolis alayoni
- Anolis alfaroi
- Anolis aliniger
- Anolis allisoni
- Anolis allogus
- Anolis alocomyos
- Anolis altae
- Anolis altavelensis
- Anolis altitudinalis
- Anolis alumina
- Anolis alutaceus
- Anolis alvarezdeltoroi
- Anolis amplisquamosus
- Anolis anatoloros
- Anolis anchicayae
- Anolis anfiloquioi
- Anolis angusticeps
- Anolis anisolepis
- Anolis annectens
- Anolis anoriensis
- Anolis antioquiae
- Anolis antonii
- Anolis apletolepis
- Anolis apletophallus
- Anolis apollinaris
- Anolis aquaticus
- Anolis arenal
- Anolis argenteolus
- Anolis argillaceus
- Anolis aridius
- Anolis armouri
- Anolis auratus
- Anolis aurifer
- Anolis australis
- Anolis bahorucoensis
- Anolis baleatus
- Anolis baracoae
- Anolis barahonae
- Anolis barbatus
- Anolis barbouri
- Anolis barkeri
- Anolis bartschi
- Anolis beckeri
- Anolis bellipeniculus
- Anolis benedikti
- Anolis bicaorum
- Anolis bimaculatus
- Anolis binotatus
- Anolis biporcatus
- Anolis birama
- Anolis bitectus
- Anolis blanquillanus
- Anolis boettgeri
- Anolis bombiceps
- Anolis bonairensis
- Anolis boulengerianus
- Anolis brasiliensis
- Anolis bremeri
- Anolis breslini
- Anolis brevirostris
- Anolis brianjuliani
- Anolis brooksi
- Anolis brunneus
- Anolis caceresae
- Anolis calimae
- Anolis campbelli
- Anolis capito
- Anolis caquetae
- Anolis carlliebi
- Anolis carlostoddi
- Anolis carolinensis
- Anolis carpenteri
- Anolis casildae
- Anolis caudalis
- Anolis centralis
- Anolis chamaeleonides
- Anolis charlesmyersi
- Anolis chloris
- Anolis chlorocyanus
- Anolis chlorodius
- Anolis christophei
- Anolis chrysolepis
- Anolis chrysops
- Anolis clivicola
- Anolis cobanensis
- Anolis coelestinus
- Anolis compressicauda
- Anolis concolor
- Anolis confusus
- Anolis conspersus
- Anolis cooki
- Anolis crassulus
- Anolis cristatellus
- Anolis cristifer
- Anolis cryptolimifrons
- Anolis cupeyalensis
- Anolis cupreus
- Anolis cuprinus
- Anolis cuscoensis
- Anolis cusuco
- Anolis cuvieri
- Anolis cyanopleurus
- Anolis cyanostictus
- Anolis cybotes
- Anolis cymbops
- Anolis damulus
- Anolis danieli
- Anolis darlingtoni
- Anolis datzorum
- Anolis delafuentei
- Anolis deltae
- Anolis demissus
- Anolis desechensis
- Anolis desiradei
- Anolis dissimilis
- Anolis distichus
- Anolis divius
- Anolis dolichocephalus
- Anolis dollfusianus
- Anolis dominicensis
- Anolis doris
- Anolis dracula
- Anolis duellmani
- Anolis dunni
- Anolis eladioi
- Anolis elcopeensis
- Anolis equestris
- Anolis ernestwilliamsi
- Anolis etheridgei
- Anolis eugenegrahami
- Anolis eulaemus
- Anolis euskalerriari
- Anolis evermanni
- Anolis extremus
- Anolis fairchildi
- Anolis fasciatus
- Anolis favillarum
- Anolis ferreus
- Anolis festae
- Anolis fitchi
- Anolis forresti
- Anolis fortunensis
- Anolis fowleri
- Anolis fraseri
- Anolis frenatus
- Anolis fugitivus
- Anolis fungosus
- Anolis fuscoauratus
- Anolis gadovii
- Anolis gaigei
- Anolis garmani
- Anolis garridoi
- Anolis gemmosus
- Anolis gibbiceps
- Anolis ginaelisae
- Anolis gingivinus
- Anolis gonavensis
- Anolis gorgonae
- Anolis gracilipes
- Anolis grahami
- Anolis granuliceps
- Anolis griseus
- Anolis gruuo
- Anolis guafe
- Anolis guamuhaya
- Anolis guazuma
- Anolis gundlachi
- Anolis haguei
- Anolis hendersoni
- Anolis heterodermus
- Anolis heteropholidotus
- Anolis higuey
- Anolis hispaniolae
- Anolis hobartsmithi
- Anolis homolechis
- Anolis huilae
- Anolis humilis
- Anolis hyacinthogularis
- Anolis ibague
- Anolis ibanezi
- Anolis ignigularis
- Anolis imias
- Anolis immaculogularis
- Anolis impetigosus
- Anolis incredulus
- Anolis inderenae
- Anolis inexpectatus
- Anolis insignis
- Anolis insolitus
- Anolis isolepis
- Anolis jacare
- Anolis johnmeyeri
- Anolis juangundlachi
- Anolis jubar
- Anolis kahouannensis
- Anolis kathydayae
- Anolis kemptoni
- Anolis koopmani
- Anolis kreutzi
- Anolis krugi
- Anolis kunayalae
- Anolis laevis
- Anolis laeviventris
- Anolis lamari
- Anolis landestoyi
- Anolis latifrons
- Anolis leachii
- Anolis leditzigorum
- Anolis lemniscatus
- Anolis lemurinus
- Anolis leucodera
- Anolis limifrons
- Anolis limon
- Anolis lineatopus
- Anolis lineatus
- Anolis liogaster
- Anolis lionotus
- Anolis litoralis
- Anolis lividus
- Anolis longiceps
- Anolis longitibialis
- Anolis lososi
- Anolis loveridgei
- Anolis loysiana
- Anolis luciae
- Anolis lucius
- Anolis luteogularis
- Anolis luteosignifer
- Anolis lynchi
- Anolis lyra
- Anolis macilentus
- Anolis macrinii
- Anolis macrolepis
- Anolis macrophallus
- Anolis maculigula
- Anolis maculiventris
- Anolis magnaphallus
- Anolis maia
- Anolis marcanoi
- Anolis mariarum
- Anolis marmoratus
- Anolis marron
- Anolis marsupialis
- Anolis matudai
- Anolis maynardi
- Anolis mccraniei
- Anolis medemi
- Anolis megalopithecus
- Anolis megapholidotus
- Anolis menta
- Anolis meridionalis
- Anolis mestrei
- Anolis microlepidotus
- Anolis microlepis
- Anolis microtus
- Anolis milleri
- Anolis mirus
- Anolis monensis
- Anolis monteverde
- Anolis monticola
- Anolis morazani
- Anolis muralla
- Anolis nasofrontalis
- Anolis naufragus
- Anolis neblininus
- Anolis nebuloides
- Anolis nebulosus
- Anolis nelsoni
- Anolis nicefori
- Anolis nietoi
- Anolis nigrolineatus
- Anolis noblei
- Anolis notopholis
- Anolis nubilus
- Anolis occultus
- Anolis ocelloscapularis
- Anolis oculatus
- Anolis oligaspis
- Anolis olssoni
- Anolis omiltemanus
- Anolis onca
- Anolis opalinus
- Anolis ophiolepis
- Anolis oporinus
- Anolis orcesi
- Anolis ortonii
- Anolis osa
- Anolis otongae
- Anolis oxylophus
- Anolis pachypus
- Anolis paravertebralis
- Anolis parilis
- Anolis parvauritus
- Anolis parvicirculatus
- Anolis paternus
- Anolis pecuarius
- Anolis pentaprion
- Anolis peraccae
- Anolis peruensis
- Anolis petersii
- Anolis peucephilus
- Anolis peynadoi
- Anolis phyllorhinus
- Anolis pigmaequestris
- Anolis pijolense
- Anolis pinchoti
- Anolis placidus
- Anolis planiceps
- Anolis podocarpus
- Anolis poecilopus
- Anolis poei
- Anolis pogus
- Anolis polylepis
- Anolis poncensis
- Anolis porcatus
- Anolis porcus
- Anolis prasinorius
- Anolis princeps
- Anolis proboscis
- Anolis properus
- Anolis propinquus
- Anolis pseudokemptoni
- Anolis pseudopachypus
- Anolis pseudotigrinus
- Anolis pulchellus
- Anolis pumilus
- Anolis punctatus
- Anolis purpurescens
- Anolis purpurgularis
- Anolis purpuronectes
- Anolis pygmaeus
- Anolis quadriocellifer
- Anolis quaggulus
- Anolis quercorum
- Anolis ravifaux
- Anolis ravitergum
- Anolis reconditus
- Anolis rejectus
- Anolis richardii
- Anolis ricordii
- Anolis rimarum
- Anolis rivalis
- Anolis roatanensis
- Anolis rodriguezii
- Anolis roosevelti
- Anolis roquet
- Anolis rubiginosus
- Anolis rubribarbaris
- Anolis rubribarbus
- Anolis ruibali
- Anolis ruizii
- Anolis rupinae
- Anolis sabanus
- Anolis sacamecatensis
- Anolis sagrei
- Anolis salvini
- Anolis santamartae
- Anolis savagei
- Anolis saxatilis
- Anolis schiedii
- Anolis schwartzi
- Anolis scriptus
- Anolis scypheus
- Anolis semilineatus
- Anolis sericeus
- Anolis serranoi
- Anolis sheplani
- Anolis shrevei
- Anolis sierramaestrae
- Anolis singularis
- Anolis smallwoodi
- Anolis smaragdinus
- Anolis sminthus
- Anolis soinii
- Anolis solitarius
- Anolis spectrum
- Anolis spilorhipis
- Anolis squamulatus
- Anolis stevepoei
- Anolis strahmi
- Anolis stratulus
- Anolis subocularis
- Anolis sulcifrons
- Anolis tandai
- Anolis taylori
- Anolis tenorioensis
- Anolis terraealtae
- Anolis terueli
- Anolis tetarii
- Anolis tigrinus
- Anolis toldo
- Anolis tolimensis
- Anolis townsendi
- Anolis trachyderma
- Anolis transversalis
- Anolis trinitatis
- Anolis triumphalis
- Anolis tropidogaster
- Anolis tropidolepis
- Anolis tropidonotus
- Anolis umbrivagus
- Anolis uniformis
- Anolis unilobatus
- Anolis urraoi
- Anolis ustus
- Anolis utilensis
- Anolis valencienni
- Anolis vanidicus
- Anolis vanzolinii
- Anolis vaupesianus
- Anolis ventrimaculatus
- Anolis vermiculatus
- Anolis vescus
- Anolis vicarius
- Anolis villai
- Anolis vinosus
- Anolis viridius
- Anolis vittigerus
- Anolis wampuensis
- Anolis wattsii
- Anolis websteri
- Anolis wellbornae
- Anolis wermuthi
- Anolis williamsmittermeierorum
- Anolis wilsoni
- Anolis woodi
- Anolis yoroensis
- Anolis zapotecorum
- Anolis zeus